# Pilemia hladilorum
Pilemia hladilorum là một loài bọ cánh cứng trong họ Cerambycidae.